# Hu Yadan
Hu Yadan (República Popular China, 19 de enero de 1996) es una clavadista o saltadora de trampolín china especializada en plataforma de 10 metros, donde consiguió ser subcampeona mundial en 2011.

## Carrera deportiva
En el Campeonato Mundial de Natación de 2011 celebrado en Shanghái (China) ganó la medalla de plata en la plataforma de 10 metros, con una puntuación de 394 puntos, tras su compatriota la también china Chen Ruolin (oro con 405 puntos) y por delante de la mexicana Paola Espinosa (bronce con 377 puntos).